# Liu Guozhong
Dans ce nom chinois, le nom de famille, Liu, précède le nom personnel.
Liu Guozhong (chinois simplifié : 刘国中 ; pinyin : Liú Guózhōng), né en juillet 1962, est un homme politique chinois.
Membre du politburo du Parti communiste chinois, il est l'un des quatre Vice-Premiers ministres du Conseil des affaires de l'État de la république populaire de Chine depuis 2023.

## Biographie

### Jeunesse
Liu est né dans le comté de Wangkui, dans la province de Heilongjiang. Il a rejoint le Parti communiste chinois (PCC) en novembre 1986. Il a étudié à l'Institut de technologie de Nankin, où il s'est spécialisé dans la conception et la fabrication de fusibles pour systèmes d'artillerie, et a obtenu un diplôme de l'Institut de technologie de Harbin.

### Début de la carrière politique
Liu a commencé sa carrière politique au Bureau général du gouvernement provincial du Heilongjiang, où il a occupé les postes de greffier, de greffier en chef adjoint et de greffier en chef à la Division de la planification globale de la Commission économique en 1990. Il a ensuite été commis en chef à la Première Division du Bureau général du gouvernement provincial du Heilongjiang en 1993. Il est devenu directeur adjoint de cette première division en 1996, puis directeur en 1998. En 2000, il est devenu directeur adjoint du Bureau de recherche du gouvernement provincial, dont il est devenu directeur en 2003.
Il est devenu directeur adjoint de la recherche et secrétaire du Parti du Hegang en 2004. Il a été nommé membre du Comité permanent du Parti du Heilongjiang en avril 2007, puis secrétaire général du Comité du Parti en mai de la même année. En septembre 2011, vice-gouverneur exécutif du Heilongjiang.
En octobre 2013, Liu a été nommé membre du Secrétariat de la Fédération nationale des syndicats de Chine.
En février 2016, il a été muté au poste de secrétaire adjoint du Parti du Sichuan. Il a occupé ce poste pendant dix mois, avant d'être muté au Jilin pour devenir gouverneur par intérim, poste confirmé par l'Assemblée populaire provinciale le 19 janvier 2017.

### Cadre du Shanxi
En décembre 2017, il a été nommé secrétaire adjoint du parti du Shaanxi. Après quelques années, il devient gouverneur. En juillet 2020, il a été nommé secrétaire du parti du Shaanxi, succédant à Hu Heping. Au cours de son mandat en septembre 2021, Xi'an a accueilli les Jeux nationaux de Chine ; Liu a déclaré que les jeux aideraient à réaliser le rêve chinois. Il a supervisé la réponse du Shaanxi à la pandémie de COVID-19. Il a été remplacé au poste de secrétaire du Parti du Shaanxi le 27 novembre 2022, succédant à Zhao Yide.

### Vice premier ministre
Après le 20e Congrès national du Parti, il a été élu membre du Politburo du PCC.En janvier 2023, il s'est rendu au Sichuan et à Chongqing, appelant à une réponse médicale plus forte face à la pandémie de COVID-19. Le 12 mars 2023, il a été nommé vice-Premier ministre. Son portefeuille comprenait l'agriculture et les affaires rurales, la santé, la lutte contre la pauvreté et la météorologie.
Liu a visité Pékin et le Hebei en août 2023, après les inondations et les coulées de boue qui ont frappé Xi'an. En septembre 2023, il s'est rendu en Corée du Nord pour assister au défilé du 75e anniversaire de la fête nationale. Il a également rencontré le dirigeant nord-coréen Kim Jong-un. En janvier 2024, il s'est rendu en Ouganda pour assister au sommet du Mouvement des non-alignés. En mai 2024, s'adressant aux membres de la Conférence consultative politique du peuple chinois, Liu a déclaré que la Chine devait « planifier systématiquement sa politique démographique et accroître le soutien social à la procréation afin d'alléger les charges financières liées à la parentalité et à l'éducation des enfants ».